# Ägene
Die Ägene ist ein etwa 11 Kilometer langer Bach im Obergoms im Schweizer Kanton Wallis, der in der Nähe von Ulrichen von links in die Rhone mündet.

## Geographie

### Verlauf
Die Ägene entspringt auf 2588 m ü. M. als Abfluss des Distelsees. Das Gebiet ist umgeben von Gipfeln auf etwa 2800 m ü. M. wie dem Teltschehorn, dem Brudelhorn und dem Ritzberge. Der Bach fliesst zunächst etwa 1 km östlich, wo ihm unter anderem der Abfluss des Ritzgletschers von rechts zufliesst. Von nun an durchfliesst die Ägene das Lengtal etwa 2,5 km ostwärts, bis sie auf etwa 1930 m ü. M. von rechts den etwa gleich grossen Griessseebach aufnimmt. Dieser hat seine Quelle beim Griessee. Danach dreht die Ägene etwa 90° ins Ägenental und fliesst nun nordwärts, später Richtung Nordwest entlang der Nufenenpassstrasse. Hier fliesst ihr nun von rechts der Chummbach zu. Etwa 1,5 km später fliesst ihr von links auf 1760 m ü. M. der Telltibach zu und kurz darauf von rechts auf 1710 m ü. M. der Saasbach. Knapp 2 km später ändert die Ägene die Richtung und fliesst nun westwärts, wo sie auf 1430 m ü. M. das Kittbächi aus dem Chietal aufnimmt. Sie fliesst nun wieder nordwestlich und erreicht bei den Häusern von Zum Loch auf 1360 m ü. M. das Tal des Rotten (Rhone). Sie mündet schliesslich etwa 0,7 km später auf 1343 m ü. M. in den Rotten.

### Einzugsgebiet
Das Einzugsgebiet der Ägene hat eine Grösse von etwa 36 km². Der höchste Punkt im Einzugsgebiet ist am Blinnenhorn auf 3342 m ü. M.
Das gesamte Einzugsgebiet ist nur sehr spärlich besiedelt.